# Уткин, Валентин Николаевич
Валентин Николаевич Уткин (2 марта 1947, Тумботино — 12 апреля 1994, Москва) — советский футболист, защитник. Мастер спорта СССР (1968). Известен по выступлениям за ЦСКА. За олимпийскую сборную СССР провёл четыре матча.

## Карьера

### Клубная
Воспитанник нижегородского футбола. Карьеру начал в тумботинском «Спартаке». Через некоторое время продолжил свою карьеру в павловском «Торпедо», потом выступал за серпуховскую «Звезду». В 1967 году перешёл в московский ЦСКА. Несмотря на то, что в своём дебютном сезоне Уткин провёл за армейцев всего лишь одну игру, уже в следующем году он стал игроком основного состава. За красно-синих выступал до 1976 года, проведя за ЦСКА более 200 матчей. Наиболее успешным сезоном для Уткина стал 1970 год, когда в Ташкенте, обыграв московское «Динамо», армейцы сумели завоевать золотые медали чемпионата СССР. Свой последний сезон в футболе провёл в калининской «Волге».

### В сборной
Дебютировал за олимпийскую сборную СССР 30 июля 1975 года в матче против сборной Исландии. Всего за «олимпийцев» провёл четыре матча, в которых сборная побеждала.

## Достижения

### Командные
- Чемпион СССР: 1970

### Личные
- Мастер спорта СССР с 1968 года.